# NGC 2070
NGC 2070 (также Caldwell 103) — большое рассеянное скопление и кандидат в звёздное сверхскопление, образующее сердце яркой области к юго-востоку от центра Большого Магелланова Облака. Оно находится в центре туманности Тарантул и излучает большую часть энергии, делающей видимыми газ и пыль последней. Его центральное сгущение — звёздное скопление R136, одно из самых энергичных из известных звёздных скоплений. Среди его звёзд много огромных звёзд, в том числе вторая из известных самых массивных звёзд R136a1, имеющая массу 215 M⊙ и светимость 6,16 млн L⊙.

Положение NGC 2070 на карте звёздного неба (зелёный квадрат)